# Vlahovići (Višegrad, BiH)
Vlahovići su naseljeno mjesto u općini Višegrad, Republika Srpska, BiH.

## Stanovništvo
Nacionalni sastav stanovništva 1991. godine, bio je sljedeći:
| Narod     | Broj stanovnika |
| --------- | --------------- |
| Muslimani | 140             |
| Srbi      | 8               |
| Ostali    | 1               |
| Ukupno    | 149             |